# 经皮冠状动脉介入治疗
经皮冠状动脉介入治疗（percutaneous coronary intervention，PCI）简称经皮冠脉介入术，是采用经皮穿刺借心导管技术，疏通狭窄甚至闭塞的冠状动脉管腔，从而改善心肌血流灌注的治疗方法。借由心导管可送入球囊导管或其他相关器械，进行腔内成形术、腔内旋切术、腔内旋磨术、冠脉内支架置入术等。
PCI有许多异名或变形，如经皮腔内冠状动脉成形术（percutaneous transluminal coronary angioplasty，PTCA）、冠狀動脈成形術、球囊動脈成形術、氣球擴張術、球囊血管成形术（balloon angioplasty），粵語俗稱通波仔，是最常見的血管成形術（angioplasty），适应证为冠心病、心肌梗塞。在世界已經應用有30年歷史，是在1977年由一位瑞士蘇黎世醫生安德里亞斯·格倫登希所創的，至1980年代全面普及，並廣受全球醫學界歡迎，但近年醫學界更認為此種手術似乎有過度濫用之勢:102。手術方法是，伸一條小管，沿動脈通往心臟，在冠狀動脈內植入支架，開通閉塞的血管，改善其收窄的情況。
球囊血管成形术是将氣球在冠狀動脈內充氣，把斑塊擠壓入動脈血管壁，作為經皮冠脉介入治療的一部分而執行，较少做為唯一的程序。

## 方法
血管擴張術團隊通常包含醫師、醫師助理、護理師、及放射技師，有時亦包含放射科醫師，原則上所有參與團隊的人員均須經過相關的專門訓練。最常見的血管擴張術程序如下：
1. 利用一個稱為引導針（introducer needle）的裝置，進入大腿股動脈（有時會使用手臂的橈動脈（英语：Radial_artery）或肱動脈（英语：Brachial_artery））
2. 一旦進入了動脈，在孔洞放置鞘導引器（sheath introducer），以保持動脈開放和控制出血。
3. 通過sheath，稱為“導管”的長，靈活的軟塑料管推進。引導導管（guiding catheter）的尖端放置於冠狀動脈的開口。引導導管還允許不透X線染料（通常含碘）注入冠狀動脈，使疾病狀態和位置可隨時使用X射線可視化（visualization）即時評估。
4. 心臟病科醫師透過X -射線可視化估計冠狀動脈的大小，選擇將使用球囊導管（balloon catheter）的類型及冠狀動脈導絲（guidewire）。給予肝素（一種“血液稀釋劑”或藥物用於防止血栓的形成）保持血液流通。
5. 冠脈導絲，這是一個非常薄的絲，帶有無線電不透明（radio-opaque）的彈性尖端，是透過插入導管的引導進入冠狀動脈。當使用即時X射線成像再次可視化時，心臟病科醫師引導線通過該處的冠狀動脈狹窄或阻塞處。然後線的尖端，通過整個堵塞處。心臟病科醫師藉由輕輕操縱病人體外的線端扭轉導絲，控制導絲移動和轉向。
6. 導絲一旦到位，就做為通往狹窄處的通道。血管成形術或球囊導管的尖端是中空的，從導絲後方插入，導絲因此在血管成形術導管內部。將血管成形術導管輕輕向前推，直到癟氣球進入堵塞的內部。
7. 然後該氣球充氣，壓縮動脈粥樣硬化斑塊（Atheromatous plaque），撐開動脈壁。
8. 如果擴展絲網管（支架）已置於氣球，然後將支架植入（留下），以從內動脈支撐新的張開位置。[3]

## 後遺症
在氣球擴張術普及化之後，有30至40%患者在治療後再度出現狹心症問題，在進行了擴張手術的部位6個月內重新變窄。導致血管壁增殖、變厚原因可能是局部形成血栓或血管收縮與機械性刺激造成。為解決此種後遺症，1980年代後期醫界推出「支架法」，將金屬支架安放於經氣球擴張了的冠狀動脈內。研究顯示經支架法治療的病患出現再狹窄的概率只有20%:102。
左心室射血分数（LVEF）<50%的冠心病患者预后更差。

## 冠脉支架
较早的的金属裸支架（bare-metal stent，BMS）提供一个力学框架，使动脉壁保持开放状态，防止冠状动脉狭窄。已證明PTCA術合併施行冠狀動脈支架置入術在病人的預後優於僅施行血管成形術，能維持動脈功能一段較長的時間間隔。較新的药物洗脱支架（drug-eluting stent，DES）是在传统支架上涂有一层含药物的聚合物涂层，这些药物可防止细胞增殖。抗增殖药物会随着时间缓慢释放，以帮助防止组织生长。據顯示，這些類型的支架有助於防止動脈再狹窄，透過幾個不同的生理機制，抑制組織在支架上生長和局部調節人體的發炎和免疫反應。五種藥物：Biolimus A9 ，Zotarolimus，sirolimus，everolimus的和紫杉醇（paclitaxel），安全性和有效性已經證明，由支架設備製造商申請對照臨床試驗。然而，2006年歐洲3次試驗似乎表明，藥物塗層支架可能受到被稱為“晚期支架血栓形成”的事件影響，支架內血栓於支架放置後一或多年發生。晚期支架血栓形成發生在0.9％的患者，當發生血栓時非常危險，約1/3案例會致命。新一代的DES產品，例如Biosensors International在歐洲自2008年1月銷售的BioMatrix支架，試圖以生物可分解性（biodegradable）外層消除此風險。

## 相關
- 心肌梗死
- 冠狀動脈疾病
- 併發症
- 多器官功能障碍综合征
- 血管成形術
- 冠状动脉旁路移植

## 外部参考
- 香港電台新聞天地:《通波仔手術存在一定風險》 （页面存档备份，存于）
- 成報:球囊動脈成形術